# Middle Arm (Baie Verte)
Middle Arm is een gemeente (town) in de Canadese provincie Newfoundland en Labrador. De gemeente ligt aan Notre Dame Bay, in het zuidoosten van het schiereiland Baie Verte in het noorden van Newfoundland.

## Geschiedenis
In 1966 werd het dorp een gemeente met de status van local government community (LGC). In 1980 werden LGC's op basis van The Municipalities Act als bestuursvorm afgeschaft. De gemeente werd daarop automatisch een community om een aantal jaren later uiteindelijk een town te worden.

## Demografie
Demografisch gezien is Middle Arm, net zoals de meeste kleine dorpen op Newfoundland, aan het krimpen. Tussen 1991 en 2016 daalde de bevolkingsomvang van 622 naar 443. Dat komt neer op een daling van 179 inwoners (-28,8%) in dertig jaar tijd.
| Jaar | Aantal inwoners | Verschil |
| ---- | --------------- | -------- |
| 1991 | 622             | –        |
| 1996 | 640             | +2,9%    |
| 2001 | 546             | -14,7%   |
| 2006 | 517             | -5,3%    |
| 2011 | 476             | -7,9%    |
| 2016 | 474             | -0,4%    |
| 2021 | 443             | -6,5%    |

## Geboren
- Thomas Ricketts (1901-1967), oorlogsheld en ontvanger van het Victoria Cross